# Thein Sein

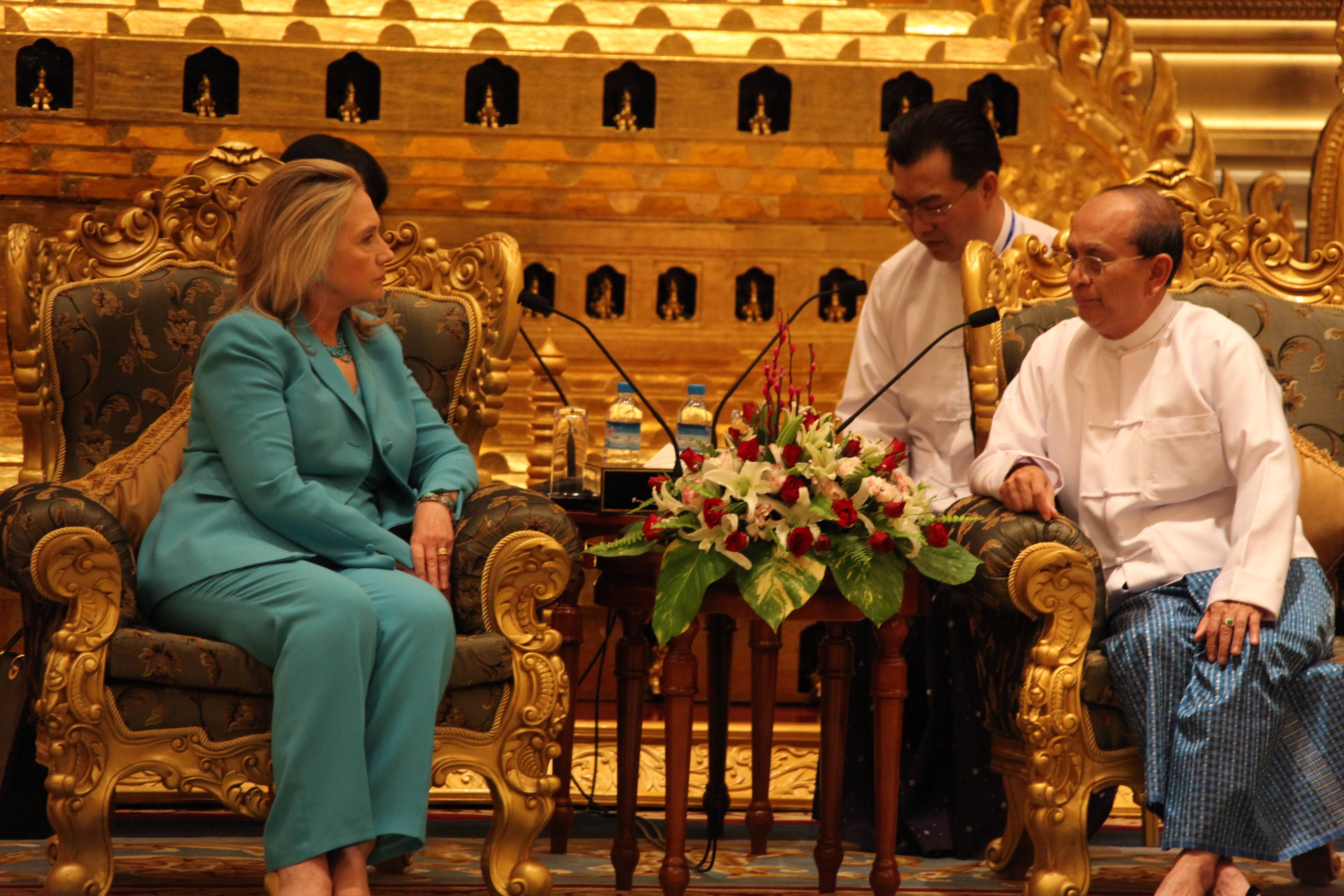
Thein Sein i Hillary Clinton (2011)

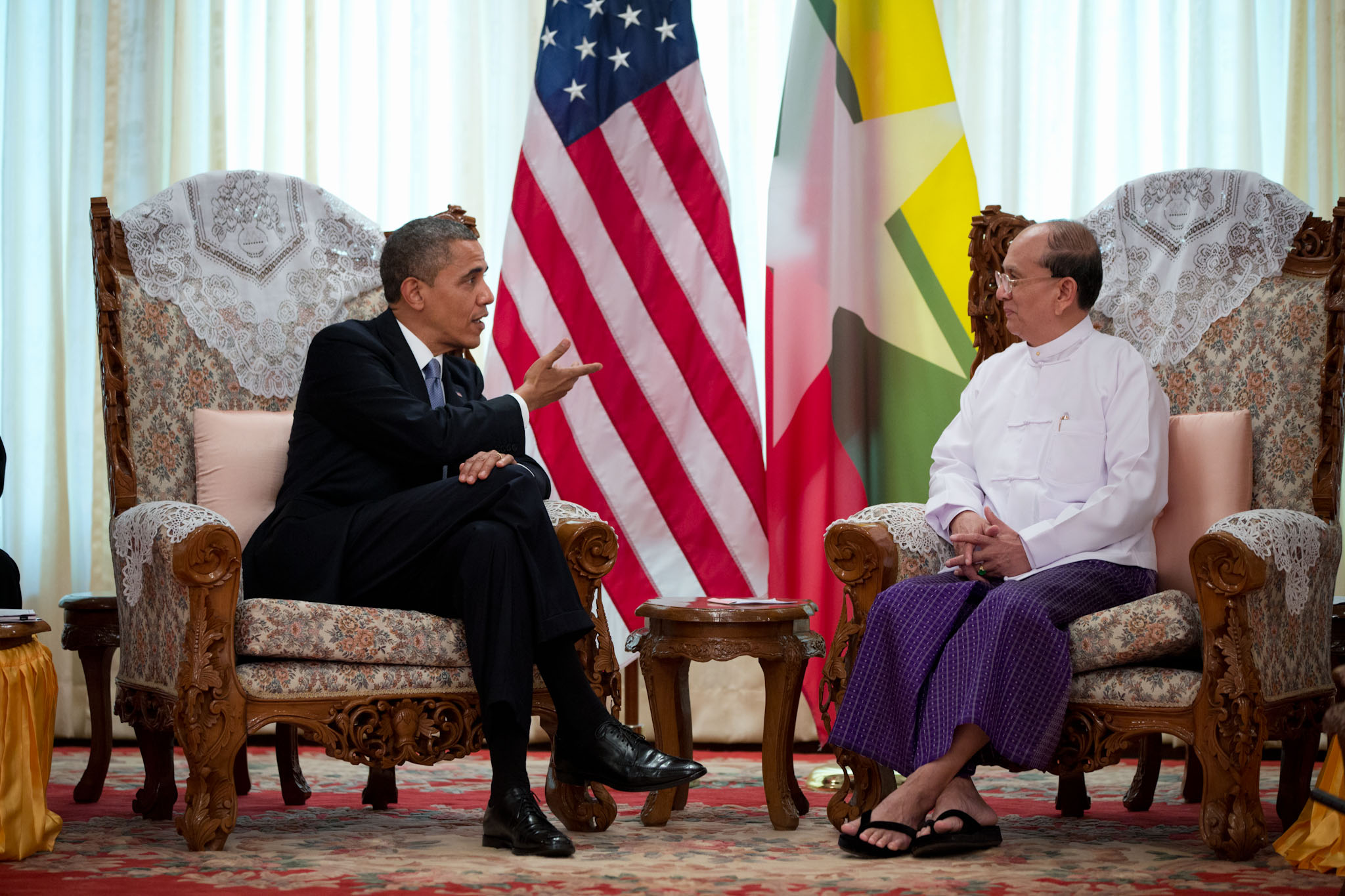
Thein Sein i Barack Obama (2012)

Thein Sein (ur. 20 kwietnia 1945 w prowincji Irawadi) – birmański polityk i wojskowy, emerytowany generał, premier Mjanmy od 12 października 2007 do 30 marca 2011, prezydent Mjanmy od 30 marca 2011 do 30 marca 2016.

## Kariera wojskowa
Thein Sein urodził się w 1945. Ukończył elitarną szkołę wojskową, Akademię Sił Obrony, po czym objął dowództwo nad batalionem piechoty w prowincji Sikong. W 1986 awansował na stopień pułkownika. W 1992 został oficerem w sztabie generalnym Urzędu Wojennego w Rangunie. W 1996 został dowódcą Trójkąta Regionalnego Dowództwa Wojskowego w Kentung na wschodzie stanu Szan. 
W 2001 awansował na stopień generała dywizji i został szefem administracji Urzędu Wojennego. Rok później został generałem broni, a w 2007 uzyskał stopień generała. Zajmował także stanowisko przewodniczącego Organizacji Weteranów Wojennych. 

## Kariera polityczna
W 1997 wstąpił w szeregi rządzącej junty wojskowej, Państwowej Rady Pokoju i Rozwoju. W 2003 objął stanowisko II sekretarza generalnego Państwowej Rady Pokoju i Rozwoju, a rok później stanowisko jej I sekretarza generalnego. 

### Premier Mjanmy
W maju 2007 został mianowany pełniącym obowiązki premiera w zastępstwie Soe Wina, który 13 maja 2007 po raz wtóry został hospitalizowany w Singapurze. Premier Soe Win od lutego 2007 nie ukazywał się publicznie, co było spowodowane jego chorobą, prawdopodobnie białaczką. W tym czasie prowadził negocjacje wysokiego szczebla z Bangladeszem i Kambodżą. Po śmierci premiera Soe Wina w dniu 12 października 2007, Thein Sein 24 października 2007 został oficjalnie mianowany szefem rządu. Jako szef rządu reprezentował Mjanmę i juntę wojskową na forum ONZ i ASEAN. 
Dodatkowo pełnił funkcję przewodniczącego Konwencji Narodowej, której celem było przygotowanie projektu konstytucji, co miało stanowić pierwszy z etapów tzw. birmańskiej „mapy drogowej do demokracji”. Projekt konstytucji został przyjęty w narodowym referendum w 2008. 
W kwietniu 2010 premier Thein Sein zrezygnował ze stopnia generała i wszystkich stanowisk w armii, by jako osoba cywilna wziąć udział w wyborach parlamentarnych w listopadzie 2010, będących kolejnym z etapów "mapy drogowej". Jeszcze tego samego miesiąca stanął na czele nowo powołanej partii politycznej popierającej juntę wojskową, Związku Solidarności i Rozwoju (Union Solidarity and Development Party, USDP). W nowym parlamencie 25% mandatów zostało zarezerwowanych dla wojskowych.
W wyborach parlamentarnych 7 listopada 2010 Związek Solidarności i Rozwoju zdobył  77% głosów poparcia. Wybory zdaniem społeczności międzynarodowej (ONZ, UE, Stany Zjednoczone) nie spełniły standardów międzynarodowych. 

### Prezydent Mjanmy
4 lutego 2011 nowy parlament na pierwszej swojej sesji dokonał wyboru Theina Seina na stanowisko prezydenta Mjanmy. Został on w ten sposób pierwszym cywilnym prezydentem kraju po prawie 50-letnich rządach wojskowych. Zaprzysiężenie miało miejsce podczas uroczystej ceremonii 30 marca 2011. Zgodnie z konstytucją Mjanmy z 2008 prezydent jest również szefem rządu i może pełnić urząd przez maksymalnie dwie 5-letnie kadencje. 
30 marca 2016 Thein Sein ustąpił ze stanowiska głowy państwa i przekazał ten urząd wybranemu przez parlament Htin Kyawowi z Narodowej Ligi na rzecz Demokracji. Podczas kadencji Seina poczyniono istotne kroki w kierunku wyjścia z międzynarodowej izolacji Mjanmy, złagodzono cenzurę mediów, wypuszczono wielu więźniów politycznych oraz wyraźnie wzmocniono relacje ze Stanami Zjednoczonymi. 
W 2004 zainstalowano mu rozrusznik serca.